# John Irving (futbolista)
John Irving (17 de septiembre de 1989 en Portsmouth) es un futbolista inglés que juega como defensor en el Bala Town. de Gales

## Carrera
Comenzó su carrera en el Everton de la Premier League inglesa. En 2008 pasó al primer equipo, aunque dejaría el club un año después para firmar con el Bala Town de Gales. En 2013 dejó el equipo y viajó a Nueva Zelanda para firmar con el Auckland City. Regresó a Gales para volver a firmar con el Bala Town en 2015.

### Clubes
| Club                        | País          | Año             |
| --------------------------- | ------------- | --------------- |
| Everton Football Club       | Inglaterra    | 2008 - 2009     |
| Bala Town Football Club     | Gales         | 2009 - 2013     |
| Auckland City Football Club | Nueva Zelanda | 2013 - 2015     |
| Bala Town Football Club     | Gales         | 2015 - Presente |